# Fulcher af Chartres
Fulcher af Chartres (ca. 1059 i eller ved Chartres i Frankrig, død c. 1127 i Jerusalem) er historiker, især kendt for sin beretning om det 1. korstog.

## Levned
Vi kender ikke mange detaljer i Fulchers liv før hans deltagelse i 1. korstog, men han blev sandsynligvis uddannet som præst ved katedralen i Chartres, da han blev udnævnt til kapellan for den senere kong Balduin 1. af Jerusalem i 1097, han er dog ikke nævnt i de bevarede dokumenter fra domkapitlet i Chartres. Fulchers beretning om konciliet i Clermont kunne betyde, at han personligt deltog eller havde en nær bekendt, som gjorde; vi ved, at biskop Ivo af Chartres var tilstede i Clermont.
Fulcher var en del af grev Stefan af Blois og Robert af Normandiets følge, da de rejste mod Konstantinopel, hvor de blev forenet med den øvrige del af hæren i 1097. Han fulgte hæren gennem Anatolien til erobringen af Antiokia, hvor han fortsatte i Balduins tjeneste. Han fulgte herefter Balduin til Edessa (Şanlıurfa) i stedet for at fortsætte mod Jerusalem. Efter erobringen af Jerusalem i 1099 fuldførte Fulcher sammen med Balduin sit pilgrimsløfte og rejste det sidste stykke til Jerusalem.
Da Balduin blev konge af Jerusalem fulgte Fulcher ham dertil. I 1115 var han kannik i Gravkirken i Jerusalem. Han døde sandsynligvis i 1127.

## Historia Hierosolymitana
Fulcher skrev en af de meste kendte beretninger om det 1. korstog. Selv opholdt Fulcher sig i Edessa, da Jerusalem blev erobret, men rejste dertil og boede formodentlig i byen til sin død. Hans værk, Historia Hierosolymitana består af tre bøger. Den første blev skrevet omkring 1101, den anden mellem 1102 og 1118, og den tredje (sandsynligvis uafsluttet) fra 1118 til 1127/8. Værket er en beretning om, hvorledes Gud kommer de rettroende pilgrimme til hjælp, og at hver sejr i krigen mod Guds fjender er et resultat af hans nådegave til de kristne. I prologen til krøniken beskrives korstoget som et pilgrimstogt og en imitatio Christi (efterligning af Kristus).
Krøniken bestod af tre dele. Den første beskrev begivenhederne fra Clermont i 1094 til erobringen af Jerusalem og etableringen af Kongeriget Jerusalem under Godfred af Boullions ledelse. Anden del berettede om Balduin 1.’s bedrifter, og tredje del omhandlede Balduin 2.’s regering indtil 1127, hvor Fulcher formodentligt døde.
Fulchers krønike er en beretning om, hvordan pilgrimmene ved hjælp af de ydmygelser og lidelser, som de påtager sig i Guds navn, genskaber den centrale mytiske situation, dvs. ved at imitere Jesus’ død på korset bringer sig i samme tilstand som ham og sætter sig i samme situation: Frelsen. Om korsfarerne skriver han:
(…) de (…) som på denne måde foragter verdens lyksaligheder, klynger sig til Gud, og efterlader deres forældre, koner og besiddelser, uanset størrelse, som evangeliet foreskriver. 
Beretningen i den første bog er således en skildring af et væbnet pilgrimsritual, som det blev udført ifølge Fulcher. År for år skildres begivenhederne i krønikeform i de følgende bøger med samme tema: Sejren over de kristnes fjender er afhængig af den rette og fromme adfærd.